# Munizipalität Chelwatschauri
Die Munizipalität Chelwatschauri (georgisch ხელვაჩაურის მუნიციპალიტეტი, Chelwatschauris munizipaliteti) ist eine Verwaltungseinheit (etwa entsprechend einem Landkreis) in der Autonomen Republik Adscharien im Südwesten von Georgien. Sie hat 52.700 Einwohner (Stand: 2021).

## Geographie
Der Verwaltungssitz der Munizipalität Chelwatschauri befindet sich in Chelwatschauri, einem Stadtteil von Batumi, heute außerhalb der Munizipalität. Die Fläche der Munizipalität, die das Hinterland von Batumi sowie einen kurzen Küstenstreifen des Schwarzen Meeres südlich der Stadt einnimmt, beträgt 367 km². Die Einwohnerzahl war mit 51.189 (2014) gegenüber der vorangegangenen Volkszählung (57.473 Einwohner 2002 in den heutigen Grenzen) mit gut 10 % am wenigsten unter allen Munizipalitäten Adschariens gesunken.
Die Gesamteinwohnerzahl der Munizipalität im Jahr 2002 betrug 90.843; mit Beschluss vom 15. Juli 2011 mit Wirkung ab 1. Januar 2013 wurden jedoch 16 Ortschaften mit insgesamt 33.370 Einwohnern auf einer Fläche von 46 km² in die unmittelbar der Autonomen Republik unterstellte Stadt Batumi eingegliedert und gehören damit nicht mehr zur Munizipalität. Unter diesen Orten sind die Minderstädte Chelwatschauri, Verwaltungssitz und vormals größter Ort der Munizipalität, und Machindschauri sowie die Seekurorte Gonio, Kwariati und Mzwane Konzchi.
Bevölkerungsentwicklung
Anmerkung: Volkszählungsdaten. Bis 1968 Rajon Batumi. 2013 Teil an Stadt Batumi abgegeben.

Im Osten wird die Munizipalität Chelwatschauri von der Munizipalität Keda, im Norden von der Munizipalität Kobuleti, im Westen von der Stadt Batumi und vom Schwarzen Meer sowie im Süden von der Staatsgrenze zur Türkei (mit der Provinz Artvin) begrenzt. Der größten Flüsse der Munizipalität sind der Tschorochi und seine rechten Zuflüsse Matschachliszqali und Adschariszqali. Die südliche und östliche Teil der Munizipalität ist gebirgig, mit dem Schawschet-Gebirge im Süden und den westlichen Ausläufern des Meschetischen Gebirges im Nordosten; der höchste Berg ist der Boloko mit 1531 Meter.
Die größten Ortschaften sind mit jeweils über 2000 Einwohnern Achalsopeli, Ganachleba, Macho, Tchilnari, Tscharnali und Zinswla-Tschelta (2014). Von Bedeutung ist ebenso der Seekurort Sarpi, wo sich ein Straßengrenzübergang zur Türkei im Verlauf der Europastraße 70 befindet.
Die Munizipalität gliedert sich in elf Gemeinden (georgisch temi, თემი beziehungsweise bei nur einer Ortschaft einfach „Dorf“, georgisch sopeli, სოფელი) mit insgesamt 64 Ortschaften:
| Gemeinde       | Anzahl Ortschaften | Einwohner (2014) |
| -------------- | ------------------ | ---------------- |
| Achalscheni    | 6                  | 8898             |
| Atschariszqali | 7                  | 1494             |
| Kirnati        | 7                  | 1336             |
| Machindschauri | 3                  | 3210             |
| Matschachela   | 10                 | 2228             |
| Ortabatumi     | 8                  | 9073             |
| Peria          | 3                  | 3461             |
| Sarpi          | 1                  | 826              |
| Scharabidseebi | 8                  | 8112             |
| Tchilnari      | 7                  | 6448             |
| Tscharnali     | 4                  | 6103             |